# Raleigh
Raleigh – miasto we wschodniej części USA, stolica stanu Karolina Północna. Jest częścią obszaru metropolitalnego Raleigh–Cary liczącego 1,5 mln mieszkańców (2022). Aglomeracja jest jedną z najszybciej rozwijających się w USA. Raleigh jest znane jako „Miasto Dębów” ze względu na liczne dęby, które rosną wzdłuż ulic w samym sercu miasta.
W mieście rozwinął się przemysł elektroniczny, włókienniczy, spożywczy oraz chemiczny.

## Historia

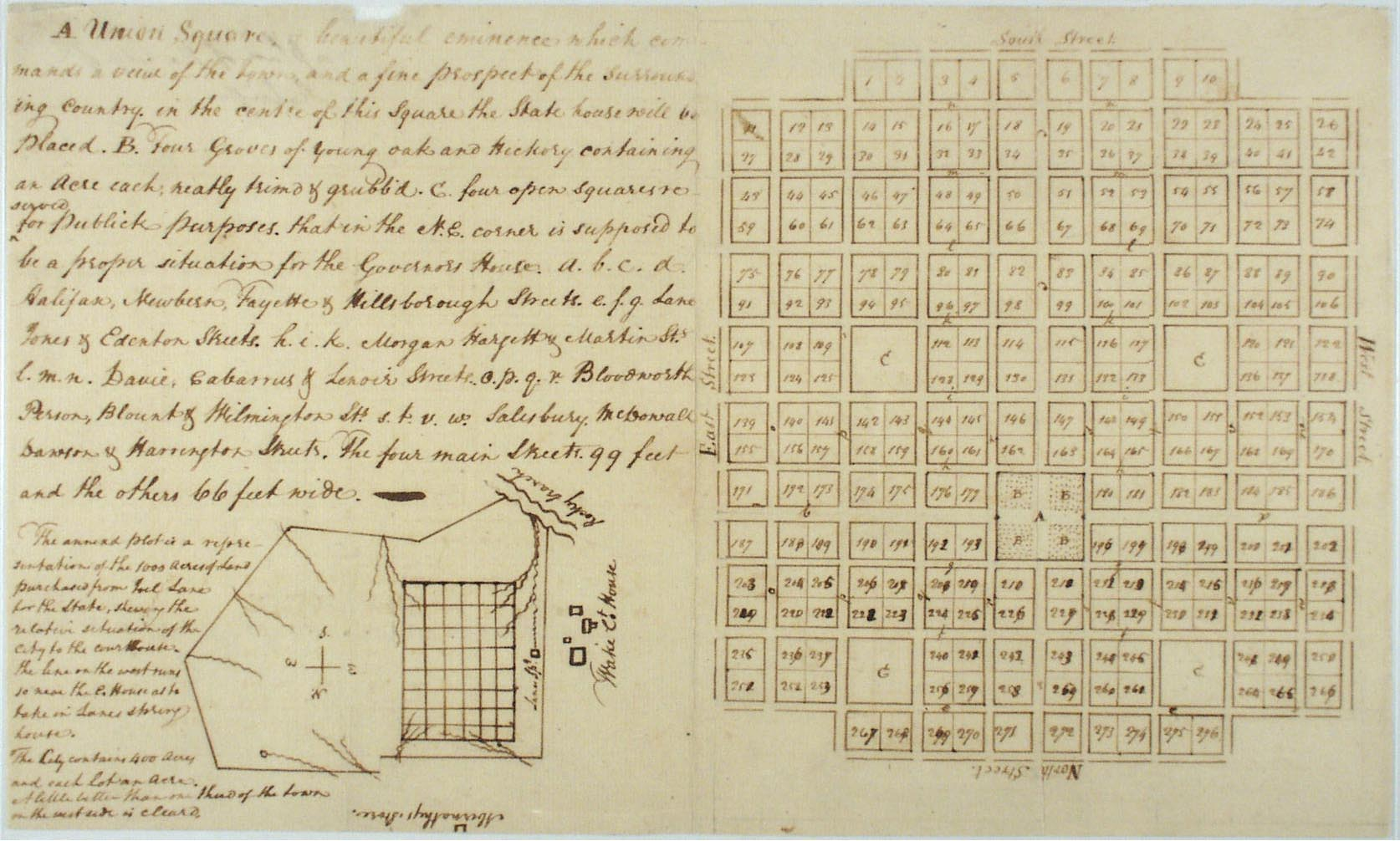
Plan miasta Raleigh z 1792

Miasto założone w 1792 jako nowa stolica Karoliny Północnej i nazwane na cześć Waltera Raleigh, sponsora pierwszej (nieudanej) próby kolonizacji wybrzeża Karoliny Północnej u schyłku XVI wieku. Przedtem rolę stolicy pełniło miasto New Bern. Raleigh jest jedną z nielicznych stolic stanowych w Stanach Zjednoczonych zaprojektowanych od początku swojego istnienia do pełnienia tej roli.
W latach 1833–1840 wybudowano obecną siedzibę legislatury stanu, North Carolina State Capitol. W 1840 dotarła do miasta pierwsza linia kolejowa (Raleigh and Gaston Railroad).
Podczas wojny secesyjnej miasto było na tyłach Konfederacji i zostało zdobyte przez siły Unii dopiero w ostatnich tygodniach wojny, 13 kwietnia 1865. Miasto ominęły zniszczenia wojenne, lecz po wojnie rozwijało się bardzo powoli z powodu słabego rozwoju przemysłu w stanie. Ludność miasta przekroczyła poziom 100 tys. dopiero w latach 60. XX wieku.
W 1880 powstała gazeta The News & Observer, istniejąca do dziś jako główny dziennik miasta.

## Demografia
Według danych z 2019 roku miasto liczyło 474,7 tys. mieszkańców, w tym 58,0% mieszkańców stanowiła ludność biała (52,5% nie licząc Latynosów), 29,0% to byli czarnoskórzy Amerykanie lub Afroamerykanie, 4,0% to Azjaci, 2,4% miało rasę mieszaną, 0,7% to rdzenna ludność Ameryki i 0,01% to Hawajczycy i mieszkańcy innych wysp Pacyfiku. Latynosi stanowili 12,5% ludności miasta.
Poza osobami pochodzenia afroamerykańskiego, do największych grup należą osoby pochodzenia angielskiego (9,2%), niemieckiego (8,2%), „amerykańskiego” (7,5%), irlandzkiego (7,2%), meksykańskiego (4,5%), włoskiego (3,6%), szkockiego lub szkocko–irlandzkiego (3,6%) i afrykańskiego subsaharyjskiego (2,9%). Miasto zamieszkiwało także blisko 10 tys. osób polskiego pochodzenia. 
Według danych za lata 2010–2015, 82,8% populacji w wieku powyżej 5 lat mówi w domu po angielsku, 9,8% po hiszpańsku, 0,85% arabskim, 0,83% językami afrykańskimi, 0,82% chińskim, 0,65% wietnamskim, 0,58% francuskim, 0,33% hinduskim i 0,32% koreańskim.

## Religia
W 2020 roku największe grupy religijne w aglomeracji Raleigh obejmują:
- Kościół katolicki – 174 695 członków w 25 parafiach,
- lokalne bezdenominacyjne zbory ewangelikalne – 117 432 członków w 186 zborach,
- Południowa Konwencja Baptystów – 107 605 członków w 307 zborach,
- Zjednoczony Kościół Metodystyczny – 68 508 członków w 78 kościołach,
- społeczność muzułmańska – 45 182 wyznawców w 12 meczetach,
- Kościoły zielonoświątkowe – ponad 30 tys. członków w 127 zborach.

## Transport

### Powietrzny
- Raleigh-Durham International Airport

(IATA: RDU, ICAO: KRDU, FAA LID: RDU)

#### Prywatne
- Bagwell Airport (FAA LID: NC99), Garner
- Ball Airport (FAA LID: 79NC), Louisburg
- Cox Airport (FAA LID: NC81), Apex
- Deck Airpark Airport (FAA LID: NC11), Apex
- Field of Dreams Airport (FAA LID: 51NC), Zebulon
- Fuquay/Angier Field Airport (FAA LID: 78NC), Fuquay-Varina
- North Raleigh Airport (FAA LID: 00NC), Louisburg
- Peacock Stolport Airport (FAA LID: 4NC7), Garner
- Raleigh East Airport (FAA LID: 9NC0), Knightdale
- Triple W Airport (ICAO: K5W5, FAA LID: 5W5), Raleigh

### Kolej
- Amtrak – Raleigh Amtrak Station

## Szkolnictwo

### Uczelnie

#### Publiczne
- North Carolina State University
- Wake Technical Community College

#### Prywatne
- Meredith College
- Peace College
- Shaw University
- St. Augustine’s College
- Campbell University Norman Adrian Wiggins School of Law
- SKEMA Business School
- ECPI College of Technology
- School of Communication Arts
- Strayer University
- Mitchell’s Hair Styling Academy
- The Emerald Academy – A Paul Mitchell Partner School

## Miasta partnerskie
- Kingston upon Hull, Wielka Brytania
- Compiègne, Francja
- Kołomna, Rosja
- Rostock, Niemcy